# Штефанюк, Леонтий Ефимович
Лео́нтий Ефи́мович Штефаню́к (1863 — ?) — член I Государственной думы от Подольской губернии, крестьянин.

## Биография

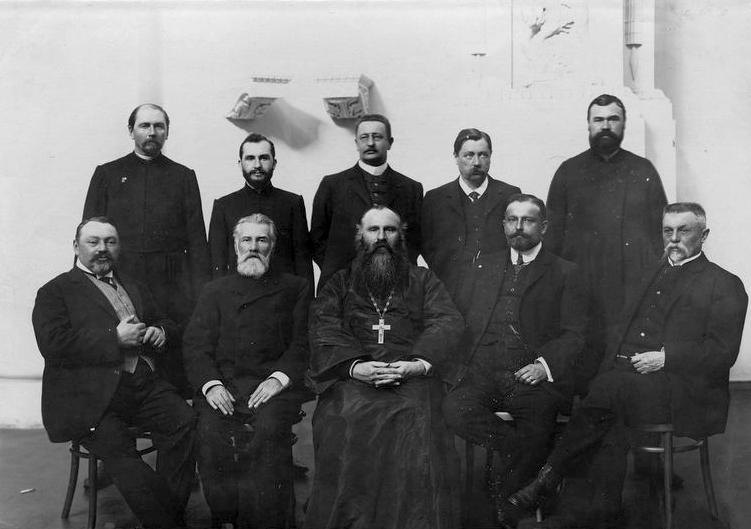
Депутаты Государственной думы I созыва от Подольской губернии. Стоят: Шепитка Д. И., Кучеренко И. З., Бей В. И., Гнатенко И. Г., Яременко П. Н., Косаренчук И. И., Рыбачек А. Ф.; сидят: Романюк А. И., Кучер М. А., Штефанюк Л. Е., Заболотный И. К., Михаленко П. Н.

Православный, крестьянин села Гранова Гайсинского уезда.
Окончил народное училище. Был волостным судьей, состоял попечителем сельского банка.
В 1906 году был избран в I Государственную думу от общего состава выборщиков Подольского губернского избирательного собрания. Входил в Трудовую группу. Состоял членом аграрной комиссии. Участвовал в прениях по аграрному вопросу, среди прочего заявил, «что они [министры] наши служители, что они от нас получают деньги, которые мы, бедные, своим трудом добываем и должны держать их на этой службе».
Дальнейшая судьба неизвестна.